# King (公司)
King Digital Entertainment plc，簡稱King，原名King.com，全名為Midasplayer International Holding，是一間休閒社交遊戲公司，主要於Facebook開發應用遊戲程式，以及博弈遊戲，並是Facebook上最大的遊戲開發商。 此公司開發的遊戲提供同步功能，這意味著用戶的遊戲進度可從不同平台上切換。
而主要辦事處設於马耳他、马尔默、布加勒斯特、倫敦（總部）、舊金山、巴塞隆拿、漢堡，以及斯德哥爾摩。截至2017年，員工數目為約2000人。
2015年11月2日，动视暴雪以59亿美元现金收购该公司。
2022年1月18日，微軟宣佈將以每股95美元，總價值約687億美元現金收購動視暴雪，並於2023年10月13日完成交易程序，微軟正式獲得動視及暴雪IP的所有權，亦包括旗下子公司King的擁有權。

## 產品

### 流行遊戲產品
- 2012年4月在Facebook上推出的糖果傳奇(Candy Crush Saga)[10]。
- 2013年11月在Facebook上推出的农场英雄传奇（Farm Heroes Saga）
- 2014年10月在Facebook上推出的糖果蘇打傳奇(Candy Crush Soda Saga)
- 2018年: 推出《糖果缤纷乐》（Candy Crush Friends Saga）

### 其他遊戲產品
- 泡泡魔女傳奇（英语：King (company)）（Bubble Witch Saga，已停止營運）
- 寵物拯救傳奇（英语：King (company)）（Pet Rescue Saga）[11] ，已包含14國家語言，以及多種平台（網頁、Facebook、 iOS，以及Android）。
- 梨子老爸傳說（英语：King (company)）（Papa Pear Saga）
- 辣椒恐慌傳說（英语：King (company)）（Pepper Panic Saga，已停止營運）
- 鑽石礦工傳說（英语：King (company)）（Diamond Digger Saga）
- 農場英雄傳奇（Farm Heroes Saga）
- 農場超級傳奇（英语：King (company)）（Farm Heroes Super Saga）
- 糖果汽水傳奇（英语：King (company)）（Candy Crush Soda Saga）
- 糖果果凍傳奇（英语：King (company)）（Candy Crush Jelly Saga）
- 心悦海岛（英语：King (company)）（Paradise Bay，已停止營運）
- 花花传奇（英语：King (company)）（Blossom Blast Saga）
- 飞皂宝宝传奇（英语：King (company)）（Scrubby Dubby Saga，已停止營運）
- 泡泡魔女傳奇2（英语：King (company)）（Bubble Witch 2 Saga，已停止營運）
- 泡泡魔女傳奇3（英语：King (company)）（Bubble Witch 3 Saga）
- AlphaBetty Saga（英语：King (company)）
- Shuffle Cats（英语：King (company)），已停止營運
- Pyramid Solitaire Saga（英语：King (company)）

## 私募基金
Apax Partners和指數創投向Kings投資了4700萬美元。

## 上市計劃
正計劃在美國上市，據市值約為20億至30億美元。

2014年2月、向紐約證券交易所提出新股IPO上市申請，最大募集金額為五億美元。

## 股票上市
2014年3月26日，在紐約證券交易所掛牌上市，發行價是22.5美元，但首一筆交易的成交價為20.99美元，首日的收盤價是19美元，跌幅15.56%